# ورکل ویلدیو له کمپ
ورکل ویلدیو له کمپ (به فرانسوی: Vercel-Villedieu-le-Camp) یک کمون در فرانسه است که در Canton of Vercel-Villedieu-le-Camp واقع شده‌است.

## خصوصیات
ورکل ویلدیو له کمپ ۲۹٫۹۶ کیلومترمربع مساحت و ۱٬۴۳۶ نفر جمعیت دارد.